# Craspedolepta eas
Craspedolepta eas är en insektsart som först beskrevs av Mcatee 1918.  Craspedolepta eas ingår i släktet Craspedolepta och familjen rundbladloppor. Inga underarter finns listade i Catalogue of Life.